# Morteẕá Qeshlāq
Morteẕá Qeshlāq (persiska: حاجّی مُرتِضَى كَندی, مرتضى قشلاق, Ḩājjī Morteẕá Kandī) är en ort i Iran.   Den ligger i provinsen Ardabil, i den nordvästra delen av landet, 500 km nordväst om huvudstaden Teheran. Morteẕá Qeshlāq ligger 79 meter över havet och antalet invånare är 322.
Terrängen runt Morteẕá Qeshlāq är platt. Runt Morteẕá Qeshlāq är det ganska tätbefolkat, med 104 invånare per kvadratkilometer. Närmaste större samhälle är Pārsābād, 9,5 km norr om Morteẕá Qeshlāq. Trakten runt Morteẕá Qeshlāq består till största delen av jordbruksmark.